# Mistrzostwa Europy w Kajakarstwie 1957
4. Mistrzostwa Europy w kajakarstwie odbyły się w dniach 23-25 sierpnia 1957 w Gandawie.
Były to pierwsze mistrz\ostwa Europy w kajakarstwie po przerwie od 1936. Rozegrano 13 konkurencji męskich i 2 kobiece. Mężczyźni startowali w kanadyjkach jedynkach (C-1) i dwójkach (C-2) oraz w kajakach jedynkach (K-1), dwójkach (K-2) i czwórkach (K-4), zaś kobiety w kajakach jedynkach i dwójkach.
Pierwsze miejsce w klasyfikacji medalowej wywalczyli reprezentanci Związku Radzieckiego.

## Medaliści

### Mężczyźni

#### Kanadyjki
| Konkurencja: | Złoto:                                      | Rezultat  | Srebro:                                     | Rezultat  | Brąz:                                     | Rezultat  |
| C-1 1000 m   | Gábor Novák                                 | 4:49,4    | Giennadij Bucharin                          | 4:50,5    | Jewgienij Żowkowski                       | 4:50,9    |
| C-1 10 000 m | János Parti                                 | 1:05:13,0 | Giennadij Bucharin                          | 1:05:56,0 | Werner Tschaschke                         | 1:07:08,0 |
| C-2 1000 m   | ZSRR · Aleksandr Siłajew · Pawieł Charin    | 4:25,9    | Rumunia · Dumitru Alexe · Simion Ismailciuc | 4:26,0    | Węgry · Imre Farkas · József Hunics       | 4:27,0    |
| C-2 10 000 m | Rumunia · Dumitru Alexe · Simion Ismailciuc | 59:19,0   | ZSRR · Aleksandr Siłajew · Pawieł Charin    | 59:23,0   | Rumunia · Lavrente Calinov · Igor Lipalit | 1:00:05,0 |

#### Kajaki
| Konkurencja:  | Złoto:                                                                               | Rezultat | Srebro:                                                                                | Rezultat | Brąz:                                                                            | Rezultat |
| K-1 500 m     | Walentin Naumow                                                                      | 1:52,7   | Anatolij Markowcew                                                                     | 1:53,6   | Stefan Kapłaniak                                                                 | 1:54,3   |
| K-1 1000 m    | Walentin Naumow                                                                      | 3:57,3   | Fritz Briel                                                                            | 3:59,1   | Willy Christiansen                                                               | 4:01,0   |
| K-1 10 000 m  | Fritz Briel                                                                          | 50:34,0  | Heinz Ackers                                                                           | 50:49,0  | Igor Pisariew                                                                    | 52:30,0  |
| K-1 4 × 500 m | ZSRR · Walentin Naumow · Jewhen Jacynenko · Anatolij Markowcew · Igor Pisariew       | 8:10,7   | RFN · Georg Lietz · Paul Lange · Gustav Schmidt · Meinrad Miltenberger                 | 8:19,2   | Węgry · Dezső Veréb · János Petroczy · György Mészáros · Lajos Kiss              | 8:21,1   |
| K-2 500 m     | Węgry · János Urányi · László Fábián                                                 | 1:41,0   | RFN · Meinrad Miltenberger · Gustav Schmidt                                            | 1:42,1   | Rumunia · Mircea Anastasescu · Stavru Teodorov                                   | 1:42,4   |
| K-2 1000 m    | RFN · Fritz Briel · Heinz Ackers                                                     | 3:36,5   | Dania · Willy Christiansen · Vagn Schmidt                                              | 3:38,7   | ZSRR · Mihhail Kaaleste · Anatolij Diemitkow                                     | 3:38,8   |
| K-2 10 000 m  | ZSRR · Mihhail Kaaleste · Anatolij Diemitkow                                         | 46:02,0  | Węgry · János Urányi · László Fábián                                                   | 46:03.0  | Belgia · Henri Verbrugghe · Germain Van der Moere                                | 46:28,0  |
| K-4 1000 m    | ZSRR · Mykolas Rudzinskas · Wołodar Zwiozdkin · Alfons Rudzinkas · Wasilij Stiepanow | 3:16,4   | ZSRR · Wiktor Szadrin · Anatolij Dubinin · Konstantin Nazarow · Igor Fieoktistow       | 3:17,5   | RFN · Fritz Briel · Heinz Ackers · Wilhelm Schlüssel · Josef Knell               | 3:20,5   |
| K-4 10 000 m  | RFN · Michel Scheuer · Gustav Schmidt · Georg Lietz · Theodor Kleine                 | 38:42,0  | ZSRR · Mykolas Rudzinskas · Wołodar Zwiozdkin · Alfonsas Rudzinkas · Wasilij Stiepanow | 39:06,6  | ZSRR · Wiktor Szadrin · Anatolij Dubinin · Konstantin Nazarow · Igor Fieoktistow | 39:28,0  |

### Kobiety

#### Kajaki
| Konkurencja: | Złoto:                                     | Rezultat | Srebro:                              | Rezultat | Brąz:                                 | Rezultat |
| K-1 500 m    | Jelizawieta Diemientjewa                   | 2:05,7   | Therese Zenz                         | 2:07,3   | Nina Konistiapina                     | 2:10,3   |
| K-2 500 m    | ZSRR · Nina Gruzincewa · Nina Konistiapina | 1:57,8   | RFN · Therese Zenz · Ingrid Hartmann | 1:57,7   | RFN · Ruth Rohrbach · Sigrid Nowinski | 1:59,0   |

## Klasyfikacja medalowa
| Miejsce | Państwo | Złoto | Srebro | Brąz | Razem |
| ------- | ------- | ----- | ------ | ---- | ----- |
| 1       | ZSRR    | 8     | 6      | 5    | 19    |
| 2       | RFN     | 3     | 6      | 3    | 12    |
| 3       | Węgry   | 3     | 1      | 2    | 6     |
| 4       | Rumunia | 1     | 1      | 2    | 4     |
| 5       | Dania   | 0     | 1      | 1    | 2     |
| 6       | Belgia  | 0     | 0      | 1    | 1     |
| 6       | Polska  | 0     | 0      | 1    | 1     |
|         | Razem   | 15    | 15     | 15   | 45    |